# گورگی دوبروو
گورگی دوبروو (به بلغاری: Georgi Dobrevo) یک منطقهٔ مسکونی در بلغارستان است که در استان خاسکوو واقع شده‌است.